# Pocztówka (Kozienice)
Pocztówka – od 1961 część Kozienic, położona we wschodniej części miasta, nad Zagożdżonką. Do 1961 część wsi Kozienice-Kolonia.
Jest to teren o charakterze rezydencyjnym, a także usługowo-komercyjnym z centralnie ulokowanym skupiskiem zakładów. Rozpościera się głównie w rejonie ulicy Polnej.

## Historia
Historia Pocztówki jest ściśle związana z wsią Kozienice-Kolonia, która w latach 1867–1954 należała do gminy Kozienice w powiecie kozienickim w guberni radomskiej. W II RP przynależała do woj. kieleckiego, gdzie 4 listopada 1933 weszła w skład gromady o nazwie Wójtostwo pod Dąbrówkami w gminie Kozienice, składającej się ze wsi Wójtostwo i kolonii Kozienice.
Podczas II wojny światowej włączona do Generalnego Gubernatorstwa (dystrykt radomski, powiat radomski), nadal jako część gromady Wójtostwo pod Dąbrówkami w gminie Kozienice, liczącej w 1943 roku 196 mieszkańców.
Po wojnie w województwie kieleckim, nadal jako część gromady Wójtostwo pod Dąbrówkami, jednej z 14 gromad gminy Kozienice w reaktywowanym powiecie kozienickim. W związku z reformą znoszącą gminy jesienią 1954 roku, gromadę Wójtostwo pod Dąbrówkami włączono do nowo utworzonej gromady Przewóz. 
31 grudnia 1961 gromadę Przywóz zniesiono, a Pocztówkę oderwano od Kozienic-Kolonii i włączono do Kozienic.